# 入善站
入善站（日语：／ Nyūzen eki */?）是隸屬於愛之風富山鐵道的鐵路車站，車站編號為19，座落於富山縣下新川郡入善町，是入善町的中心車站，愛之風富山鐵路將此站作為沿線市村町內的指定綠窗口車站，可發售JR車票及JR集團相闔的旅行商品。
亦是其中一個區間車終點站。另外名義上日本貨物鐵道亦有在此設站，但現時並沒有任何貨物列車以本站為總站，亦非以線外貨運站營運。

## 車站結構
設有側式月台及島式月台各1座，原設有2線3面的配置，但島式月台的內側線道因應使用機會減少，在JR西日本年代時部份路軌已遭撤去，只保留少部份路軌及相關的轉轍口作保線用途，而月台邊沿在愛之風富山鐵道接手後，亦加裝了附有鐵絲網的欄杆以封閉相關的範圍，只剩下2面2線可供使用。中間月台撤線後，島式月台外側改稱為2號月台，而側式月台則維持為1號月台，月台之間以行人天橋連接。

### 月台配置
| 月台 | 路線              | 方向 | 目的地                                        |
| ---- | ----------------- | ---- | --------------------------------------------- |
| 1    | ■愛之風富山鐵道線 | 上行 | 富山、高岡、直通■IR石川鐵道線至金澤方向       |
| 2    | ■愛之風富山鐵道線 | 下行 | 泊、直通越後心跳鐵道■日本海翡翠線至糸魚川方向 |

## 歷史
- 1910年4月16日：日本國有鐵道北陸本線魚津站～泊站延伸，開業，稱為「三日市站」。
- 1971年：第2代站舍投入服務。
- 1972年10月2日：停止貨物提取服務，同時位於旁邊的東洋紡織入善工場的專用鐵道線（即現時3號月台對出的側線）亦於同日起廢止。
- 1986年11月1日：停止手提行李提取服務。
- 1987年4月1日：國鐵分割民營化，成為西日本旅客鐵道（JR西日本）及日本貨物鐵道（JR貨物）車站。
- 2015年：

- 3月14日：北陸新幹線開業，改交由愛之風富山鐵道接管。
- 3月26日：開始可使用ICOCA，加設增值機及在櫃位發售新卡。

- 2022年3月12日：因應新富山口站開業，車站編號由「18」改為「19」。

## 使用人數
| 乗車人員推算 | 乗車人員推算 | 乗車人員推算 |
| 年度         | 1日平均人數  |              |
| ------------ | ------------ | ------------ |
| 2004         | 1,218        |              |
| 2005         | 1,208        |              |
| 2006         | 1,169        |              |
| 2007         | 1,124        |              |
| 2008         | 1,115        |              |
| 2009         | 1,082        |              |
| 2010         | 1,096        |              |
| 2011         | 1,103        |              |
| 2012         | 1,501        |              |
| 2013         | 1,072        |              |

## 相鄰車站
愛之風富山鐵道
■愛之風富山鐵道線
快速「愛之風Liner」
黑部 (16) －入善 (19) －泊 (20)
普通
西入善 (18) －入善 (19) －泊 (20)

## 外部連結
- 愛之風富山鐵道 入善站公式網頁 （页面存档备份，存于） （日語）